# Maria Fricioiu

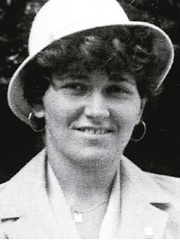
Maria Fricioiu

Maria Fricioiu, bis 1980 Maria Tănasă, (* 16. März 1960 in Grădinari, Kreis Iași) ist eine ehemalige rumänische Ruderin.
Die 1,81 m große Ruderin gewann bei den Weltmeisterschaften 1979 die Bronzemedaille im Vierer mit Steuerfrau zusammen mit Georgeta Militaru-Mașca, Florica Silaghi, Valeria Avram und Steuerfrau Aneta Matei. Bei den Olympischen Spielen 1980 belegte der rumänische Vierer in der gleichen Besetzung den vierten Platz.
Nach zwei Jahren Pause kehrte Maria Fricioiu unter ihrem Ehenamen zurück. Bei den Weltmeisterschaften 1983 gewann der rumänische Vierer mit Florica Lavric, Maria Fricioiu, Chira Apostol, Olga Homeghi und Steuerfrau Viorica Ioja die Silbermedaille hinter dem Boot aus der DDR. Die Boote aus der DDR starteten wie alle Sportler aus dem Ostblock wegen des Olympiaboykotts nicht bei den Olympischen Spielen 1984, einzig die rumänische Mannschaft trat in Los Angeles an. Der Vierer in der Aufstellung von 1983 gewann die olympische Goldmedaille vor den Kanadierinnen. Auch bei den Weltmeisterschaften 1985 ruderte der rumänische Vierer in der gleichen Besetzung, hinter der DDR und vor den Kanadierinnen gewann das Boot die Silbermedaille bei den Weltmeisterschaften 1985.